# Pauwels Sauzen-Bingoal
Pauwels Sauzen-Bingoal (Kod UCI: PSB) – belgijska zawodowa grupa kolarska założona w 2006. W latach 2007–2020 znajdowała się w dywizji UCI Continental Teams. Kierownikiem zespołu jest Jurgen Mettepenningen, dyrektorem sportowym jest były kolarz Etixx-Quick Step Gianni Meersman, a za koordynację w ekipie odpowiada trzykrotny złoty medalista mistrzostw świata w kolarstwie przełajowym Mario De Clercq. Zespół specjalizuje się głównie w kolarstwie przełajowym. Ma w swoim gronie między innymi dwukrotnego zdobywcę Pucharu Świata w kolarstwie przełajowym i dwukrotnego mistrza świata przełajowców Kevina Pauwelsa, a poprzednio dwukrotnego wicemistrza świata przełajowców Klaasa Vantornouta.

## Nazwa grupy w poszczególnych latach
| lata      | nazwa                  |
| --------- | ---------------------- |
| 2006–2009 | Sunweb Pro Job         |
| 2010–2012 | Sunweb-Revor           |
| 2013–2015 | Sunweb-Napoleon Games  |
| 2016–2017 | Marlux-Napoleon Games  |
| 2018      | Marlux-Bingoal         |
| od 2019   | Pauwels Sauzen-Bingoal |

## Skład 2018
| Imię i nazwisko        | Data urodzenia            | Narodowość |
| ---------------------- | ------------------------- | ---------- |
| Angelo De Clercq       | 10 grudnia 1991(dts)      | Belgia     |
| Arno Debeir            | 12 lipca 1999(dts)        | Belgia     |
| Jarne Driesen          | 17 maja 1998(dts)         | Belgia     |
| Eli Iserbyt            | 22 października 1997(dts) | Belgia     |
| Thomas Joseph          | 6 grudnia 1996(dts)       | Belgia     |
| Tijl Pauwels           | 24 sierpnia 1998(dts)     | Belgia     |
| Kevin Pauwels          | 12 kwietnia 1984(dts)     | Belgia     |
| Gianni Siebens         | 17 lipca 1998(dts)        | Belgia     |
| Michael Vanthourenhout | 10 grudnia 1993(dts)      | Belgia     |
| Dieter Vanthourenhout  | 20 czerwca 1985(dts)      | Belgia     |
| Klaas Vantornout       | 19 maja 1982(dts)         | Belgia     |

## Ważniejsze sukcesy na szosie

### 2008
- 2. miejsce w  Mistrzostwach Belgii w kolarstwie szosowym w wyścigu ze startu wspólnego, Sven Vanthourenhout

### 2009
- 9. miejsce w Halle-Ingooigem, Sven Vanthourenhout

### 2011
- 4. miejsce w Karpackim Wyścigu Kurierów, Tijmen Eising

### 2012
- 2. miejsce na 5. etapie Baloise Belgium Tour, Kevin Pauwels

### 2013
- 13. miejsce w Halle-Ingooigem, Gianni Vermeersch
- 13. miejsce w  Mistrzostwach Belgii w kolarstwie szosowym w wyścigu ze startu wspólnego, Kevin Pauwels

### 2014
- 11. miejsce w Ronde van Limburg, Gianni Vermeersch

### 2017
- 2. miejsce na 1. etapie Okolo Slovenska, Kevin Pauwels
- 11. miejsce w Okolo Slovenska, Kevin Pauwels

### 2018
- 3. miejsce w Boucles de la Mayenne, Eli Iserbyt
- 8. miejsce w Grote prijs Jean-Pierre Monseré, Thomas Joseph
- 13. miejsce w Halle-Ingooigem, Kevin Pauwels
- 13. miejsce w Grote prijs Jean-Pierre Monseré, Angelo de Clercq